# Fulford (Staffordshire)
Fulford – wieś i civil parish w Anglii, w Staffordshire, w dystrykcie Stafford. W 2011 miejscowość liczyła 650 mieszkańców. W 2011 roku civil parish liczyła 5931 mieszkańców. Fulford jest wspomniana w Domesday Book (1086) jako Fuleford.